# Canada settentrionale
Il Canada settentrionale (in inglese anche Northern Canada o comunemente the North) è la regione del Canada che comprende i tre territori di territorio Yukon, Territori del Nord-Ovest e territorio Nunavut.
Per buona parte, esse sono divise dal resto del paese dal 60º parallelo. Nonostante la regione ricopra una grande fetta del territorio canadese, la popolazione che vi risiede rappresenta solo l'1% di quella totale.

## Clima e vegetazione
Riguardo al clima, si possono distinguere due subregioni del Canada settentrionale, una chiamata "nord vicino" e una "nord lontano". 
La prima è una regione subartica, caratterizzata da una vegetazione che comprende principalmente foresta boreale canadese e sempreverdi. Questa zona è caratterizzata da un clima subartico. Il "nord lontano" invece si riferisce alle aree che si trovano al nord della linea degli alberi, ossia alla cosiddetta Barren Grounds e alla tundra.

## Popolazioni
Il "nord vicino" è abitato dai popoli indigeni del Subartico, cioè dalle Prime nazioni. Il "nord lontano" è invece occupato dagli Inuit, un popolo non collegato agli altri aborigeni del Canada.

## Demografia
Utilizzando la definizione politica del Canada settentrionale in riferimento alle tre province prima citate, questa regione è grande 3 921 739 km² (più dell'India intera) e rappresenta il 39% di tutto il territorio del Canada. Anche se vasta, la regione è scarsamente popolata. Dal censimento canadese del 2011 si evince che circa 107 000 persone vivono nel Canada settentrionale. La densità di popolazione è quindi di 0,07 abitanti/km². 
Secondo una stima del 2016, vi risiedono 113 604 abitanti, dato che porta ad un incremento della densità a 0,32 abitanti/km².